# Lymire lacina
Lymire lacina är en fjärilsart som beskrevs av William Schaus 1924. Lymire lacina ingår i släktet Lymire och familjen björnspinnare. Inga underarter finns listade i Catalogue of Life.